# Spodnji Kamenščak
Spodnji Kamenščak je naselje u slovenskoj Općini Ljutomeru. Spodnji Kamenščak se nalazi u pokrajini Štajerskoj i statističkoj regiji Pomurju. 

## Stanovništvo
Prema popisu stanovništva iz 2002. godine naselje je imalo 418 stanovnika.